# Lawrence Lessig
Lawrence Lessig (Rapid City, Dél-Dakota, Amerikai Egyesült Államok, 1961. június 3. –) amerikai akadémikus, jogász és politikai aktivista. Jelenleg a Harvard Egyetem jogászprofesszora, az Edmond J. Safra Center for Ethics igazgatója.
Előbb gazdasági tanulmányokat (BA) folytatott a Pennsylvaniai Egyetemen (Wharton School of Business), majd a cambridge-i Trinity College-ban szerzett filozófiai diplomát (MA), végül a Yale jogi karát végezte el (JD).
A Harvardra való visszatérése előtt, a Chicagói Egyetem és a Stanford Egyetem jogi karán is tanított. Ő alapította a Stanford Egyetem Internet és Társadalom Központját (Center for Internet and Society).
Ő maga cambridge-i tanulmányait tartja meghatározónak nézetei kialakulásában. Azelőtt konzervatív politikai elveket vallott (két konzervatív bíró, Richard Posner és Antonin Scalia mellett is dolgozott), üzleti és politikai karriert akart befutni (tagja volt a Fiatal Republikánusoknak). A Cambridge-ben töltött első év után beiratkozott a filozófia szakra, ahol szemléletmódja egyre liberálisabbá vált. Több kelet-európai utat is tett, a térség politikája a mai napig érdekli.
2002-ben szerepelt a Scientific American „50 leghíresebb innovátor” listáján. Ugyanebben az évben megkapta a Free Software Foundation (FSF, Szabad Szoftver Alapítvány) díját (FSF Award for the Advancement of Free Software). 2004. március 28-án beválasztották az FSF igazgatótanácsába, ahol többek között a szabad szoftverek elleni jogi támadások semlegesítésével foglalkozik.
Alapítója a Creative Commonsnak.

## Könyvei
- Code and Other Laws of Cyberspace (2000)
- The Future of Ideas (2001)
- Free Culture. How Big Media Uses Technology and the Law to Lock Down Culture and Control Creativity (2004)  Archiválva 2007. szeptember 27-i dátummal a Wayback Machine-ben; magyarul: Szabad kultúra. A kreativitás természete és jövője (2005)  (Creative Commons Attribution-NonCommercial-NoDerivs [és CC-BY-NC wiki formában] licenc alatt)

### Magyarul
- Szabad kultúra. A kreativitás természete és jövője; ford. Antal Ferenc; Kiskapu, Bp., 2005, ISBN 963-9637-00-9

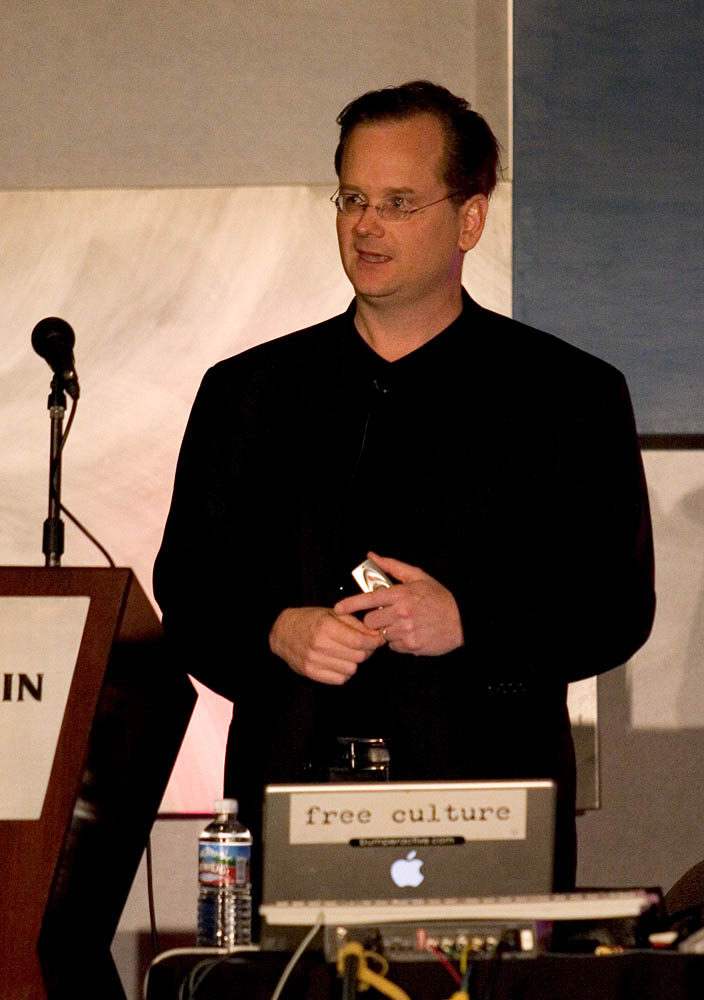
A Creative Commons alapítója

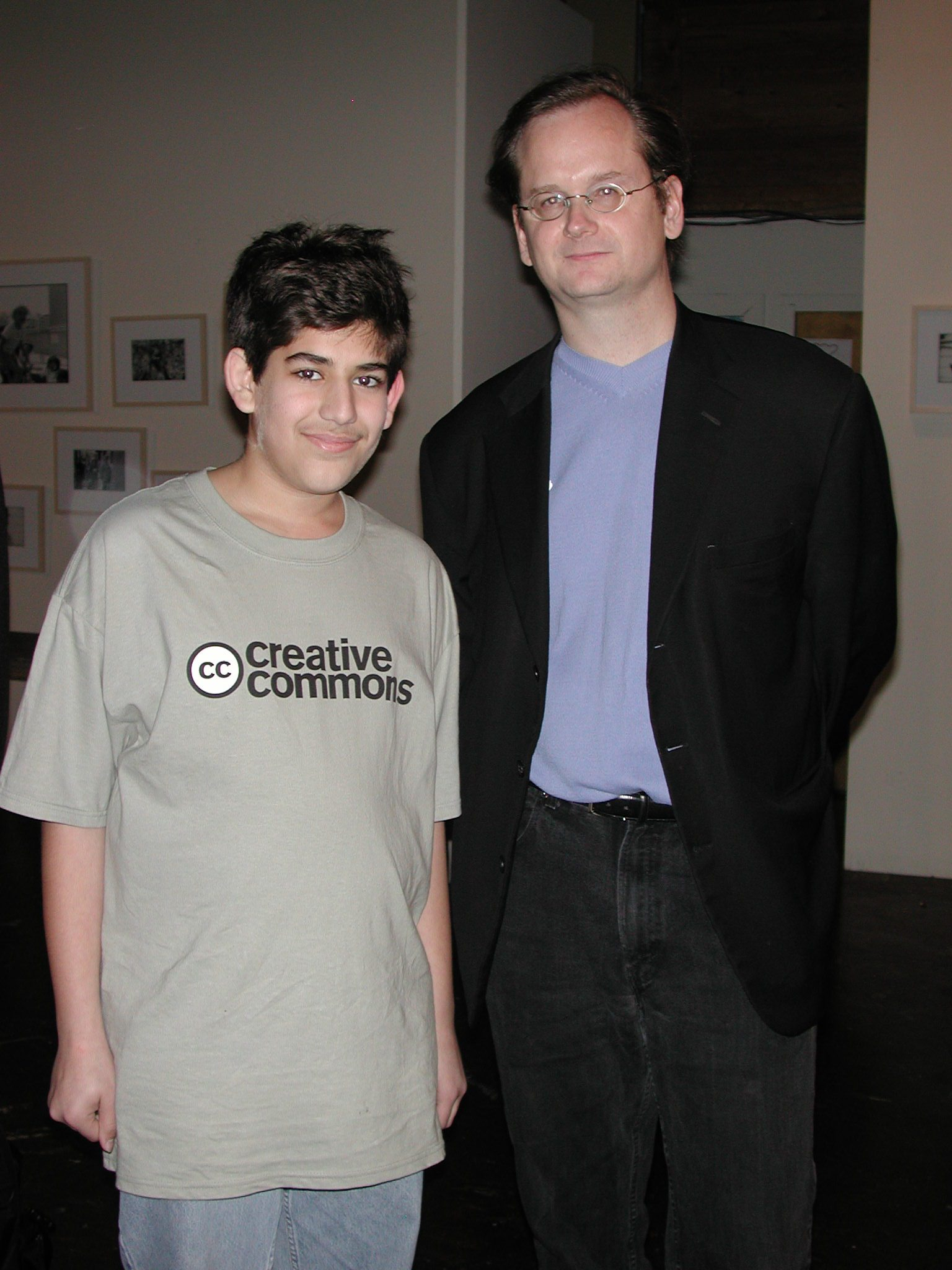
Az Alapító és Aaron Swartz